# Tricarico
Tricarico est une commune de la province de Matera, dans la région Basilicate, en Italie.

## Histoire
Antiquité
Dans la commune de Tricarico se trouvent deux grandes agglomérations lucaniennes, Civita di Tricarico et Serra del Cedro, qui font l'objet de fouilles archéologiques, sous la direction d'Olivier de Cazanove et Stéphane Bourdin (Université Paris 1-Panthéon Sorbonne). Civita di Tricarico est occupé de la fin du Ve siècle av. J.-C. au début du Ier siècle av. J.-C.. À Serra del Cedro, on trouve une nécropole des VIIe-VIe siècle av. J.-C. et un habitat fortifié des IVe-IIIe siècle av. J.-C..

### Événements
- 1048 : victoire des Normands d'Onfroi de Hauteville (Umfredo d'Altavilla) sur les Grecs[3].
- Tricarico devint un évêché.

### Explications
Tricarico a été marqué par la domination arabe qui a eu lieu dans les années 849. Ainsi durant le IXe et le Xe siècle, les Arabes se sont installés sur ce territoire[Information douteuse] en y laissant des traces encore visibles comme les quartiers de Ràbata e Saracena.
S’ensuit l’empire byzantin, qui exerce une forte influence dans la culture et traditions tricariques à cette période. Ainsi les célébrations religieuses ont suivi le rite grec jusqu’à la première moitié du XIIIe siècle.
Puis en 1048, ce sont les Normands qui ont pris place et en 1080 Robert Guiscard, le plus célèbre aventurier normand, prend possession du Fief.
La commune a ensuite appartenu à la famille Sanseverino, la famille la plus riche d’Europe durant cette période, jusqu’en 1605. Cependant le duc décide de mettre aux enchères le territoire qui malgré un centre prospère riche en eau, en culture de céréales, en olivier et en bétails, connait de nombreuses dettes[réf. souhaitée]. Ainsi Francesco Pignatelli, deuxième duc de Bisaccia achète le territoire.
Mais quelques années plus tard, le site est revendu à Alessandro Ferrero dans un premier temps puis à son fils qui s’est occupé du territoire jusqu’en 1631. Son fils décide de vendre le domaine à Ippolito Revertera, duc de Salandra qui ne vivra plus à sa résidence de Miglionico mais dans le château de Tricarico qui est connu sous le nom de Palazzo Ducale.
Cette succession a tenu jusqu’à l’abolition de la féodalité. Les évènements historiques qui suivent sont liés à Rocco Scotellaro et à l’évêque Raffaello Delle Knuckles. En effet Tricarico connaitra un tournant décisif suite à l’homme politique Rocco Scotellaro qui sera le maire de cette commune à l’âge de 23 ans de 1946 à 1950.

## Culture
Le site archéologique est situé à la localité Civita. Il s'agit d'une agglomération lucanienne, occupée du IVe au IIe siècle av. J.-C. D'autres sites archéologiques sont présents sur le territoire de la commune de Tricarico, notamment aux localités Calle et Serra del Cedro.
En effet on peut trouver ces sites archéologiques :
- La cathédrale de Tricarico construite par Robert Guiscard en 1061 pour Santa Maria Assunta. Malheureusement l'architecture ancienne a peu à peu disparu à la suite des nombreuses constructions effectuées pendant le XVIe et le XVIIIe siècle. C'est même dans cette église que Louis Ier d'Anjou[6] fut couronné roi de Naples en 1383.
- Le couvent de Saint Francis construit par la famille du comte de Sanseverino au XIVe siècle. Des œuvres du grand Pietro Antonio Ferro, artiste maniériste, sont encore observable.
- La tour normande de Tricarico construite courant Xe siècle. Elle mesure environ 30 mètres de haut et avait une fonction militaire jusqu'au XVIIe siècle.
- L'église de Santa Chiara construite avant le XVIIe siècle. Des fresques sur le Christ et sur la vie de la Vierge ornent les parois et la voûte de cette église.

## Administration
| Période                                  | Période  | Identité           | Étiquette | Qualité |
| ---------------------------------------- | -------- | ------------------ | --------- | ------- |
| 1995                                     | 1999     | Antonio Melfi      |           |         |
| 1999                                     | 2001     | Antonio Melfi      |           |         |
| 2001                                     | 2006     | Raffaello Marsilio |           |         |
| 2006                                     | 2011     | Raffaello Marsilio |           |         |
| 2011                                     | 2013     | Antonio Melfi      |           |         |
| 2013                                     | 2018     | Angela Marchisella | PD        |         |
| 2018                                     | 2019     | Antonio Melfi      |           |         |
| 2019                                     | En cours | Vincenzo Carbone   |           |         |
| Les données manquantes sont à compléter. |          |                    |           |         |

### Hameaux
Calle.

### Communes limitrophes
Albano di Lucania, Brindisi Montagna, Calciano, Grassano, Grottole, Irsina, San Chirico Nuovo, Tolve, Vaglio Basilicata.

## Lieux et monuments

### Architecture religieuse

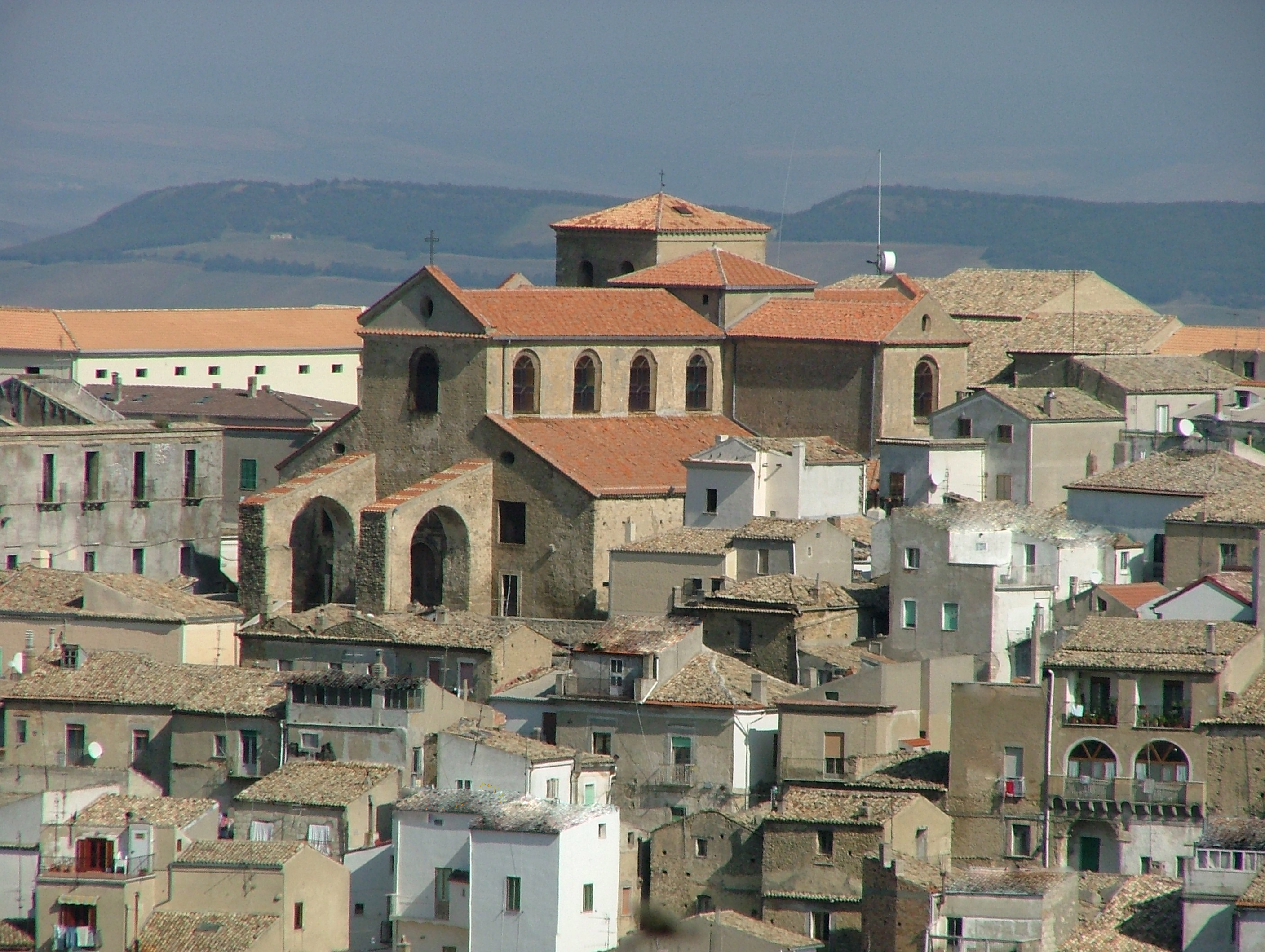
Cathédrale de Tricàrico.

- Cathédrale de Tricarico (Cattedrale di Santa Maria Assunta)
- Église et couvent Saint-François-d'Assise (Chiesa e convento di San Francesco d'Assisi)
- Église et couvent Saint-Antoine-de-Padoue (Chiesa e convento di S. Antonio di Padova)
- Église et couvent du Carmel (Chiesa e convento del Carmine)
- Église et monastère Sainte-Claire (Chiesa e monastero di S. Chiara)
- Couvent Sainte-Marie-des-Grâces (Convento di S. Maria delle Grazie)
- Palais épiscopal (Palazzo vescovile)
- Église du Saint-Esprit (Chiesa dello Spirito Santo)
- Église Sainte-Marie-des-Oliviers (Chiesa di S. Maria dell'Olivo)
- Église  (Chiesa di S. Angelo al Monte)
- Église de Sainte-Croix (Chiesa di Santa Croce)
- Église Sainte-Marie-des-Lombards (Chiesa di S. Maria dei Lombardi)
- Église de la Badia (Chiesa della Badia)
- Église de la Trinité (Chiesa della Trinità)
- Sanctuaire Notre-Dame-de-la-Source (Santuario di S. Maria di Fonti)

### Architecture militaire
- Tour normande (Torre normanna)
- Palais ducal (Palazzo ducale)
- Porte de la Fontaine (Porta Fontana)
- Porte du Mont (Porta Monte)
- Porte Sarrasine (Porta Saracena)
- Porte de la Ràbata (Porta della Ràbata)
- Porte des Boucheries (Porta delle Beccarie)
- Vieille Porte (Porta Vecchia)

### Architecture civile
- Quartier arabe

## Personnalités liées à la commune
- Rocco Scotellaro, écrivain est né à Tricarico.